# Віжайни
Віжайни (пол. Wiżajny) — село в Польщі, у гміні Віжайни Сувальського повіту Підляського воєводства.
Населення — 882 особи (2011).
У 1975-1998 роках село належало до Сувальського воєводства.

## Демографія
Демографічна структура станом на 31 березня 2011 року:
|          | Загалом | Допрацездатний вік | Працездатний вік | Постпрацездатний вік |
| -------- | ------- | ------------------ | ---------------- | -------------------- |
| Чоловіки | 443     | 77                 | 315              | 51                   |
| Жінки    | 439     | 73                 | 252              | 114                  |
| Разом    | 882     | 150                | 567              | 165                  |